# 澳門巴士29路線 (第一代)
澳門巴士29路線是已取消的路線，由澳巴經營，往返青洲及東方拱門。

## 簡介及歷史

### 28BX路線
- 本線是新福利以至是澳門的第一條X線，但開設年份不詳。

- 本線曾在新福利時代開設的特班車，由皇朝開往青洲。

- 2011年之前，本線稱「28B短線」，部份車頭牌於製作時使用了簡稱「28BX」。

- 2011年8月1日，本線改由維澳蓮運經營，名稱亦統一為「28BX」。

- 2014年7月1日，本線改由新時代經營。

- 2015年6月6日，拱形馬路道路工程，臨時單向行車，本線改經台山中街，取消停靠「拱形馬路」站，臨時停靠「關閘馬路／三角花園」站。

- 2015年10月，拱形馬路工程完成，臨時措施改為永久，「拱形馬路」站正式取消。

- 2016年7月2日，因巴士站合併，取消停靠「青洲／美居廣場」站。[1]

- 2017年8月19日，取消停靠「亞馬喇前地」站，頭牌亦因此更改為「東方拱門」。[2]

### 29路線
- 2018年4月21日，因字母「X」被定義為快線，本線改編號為29。

- 2018年8月1日，本線改由澳巴經營。

- 2019年3月1日，配合慕拉士大馬路公共房屋項目施工及考慮乘客的候車安全，取消停靠「慕拉士／發電廠」站。

- 2019年7月27日起，多個巴士站開始改名：
  - “旅遊活動中心”站改名為“金蓮花廣場”；
  - “十月一日前地”站改名為“十月一號前地”；
  - “第二警司處”站改名為“北區警司處”。

- 2020年12月底至2021年初，受慕拉士大馬路下水道工程影響，暫不停靠「慕拉士／飛通大廈」站。

- 2021年11月27日起，“慕拉士馬路／望廈”站更名為“慕拉士馬路／望善樓”。[3]

- 2022年5月28日起，「理工學院」站更名為「澳門理工大學」；「廈門街／理工」站更名為「廈門街／澳門理工大學」。[4]

- 2022年6月20日至25日，因應北京街鋪路工程，暫不停靠“北京街／假日酒店”。[5]

- 2022年6月23日至12月31日，因應羅理基博士大馬路行人天橋優化工程，暫不停靠“治安警察局”。[6]

- 2022年6月25日至27日，因應高美士街鋪路工程，暫不停靠“金蓮花廣場”、“廈門街／澳門理工大學”，改停靠“羅理基／馬六甲街”。[5]

- 2022年7月11日至17日，因實施「全澳相對靜止管理」措施，本線暫停營運。[7]

- 2022年7月18日至22日，因宣佈延長“相對靜止管理”措施，本線維持上述措施。[8]

- 2022年7月23日起，因“相對靜止管理”結束，本線恢復營運。[9]

- 2024年6月1日起，本線與10X路線合併為新29路線。[10]

## 使用車輛

### 新福利時期
- 三菱Rosa
- Man、Dennis Dart、Dennis Dart SLF（28BX特班車）

### 維澳蓮運時期
- 宇通ZK6770HG

### 新時代時期
- 宇通ZK6770HG

### 澳巴時期
2022年4月29日前：
- 宇通ZK6770HG
- 三菱Rosa

2022年4月29日起：
- 宇通ZK6770HG
- 中通LCK6759SHEVG

2022年6月14日起：
- 宇通ZK6770HG
- 宇通ZK6902HG
- 中通LCK6759SHEVG

2022年6月17日起：
- 宇通ZK6902HG
- 中通LCK6759SHEVG

2022年8月29日起：
- 宇通ZK6902HG

2022年9月17日起：
- 宇通ZK6902HG
- 中通LCK6759SHEVG

2022年12月起：
- 宇通ZK6902HG

2023年1月9日起：
- 中通LCK6980SHEVG

## 電牌
| 往青洲方向                  | 往青洲方向     | 往青洲方向 |
| 日期                        | 頭牌           | 圖例       |
| --------------------------- | -------------- | ---------- |
| 開線至今                    | 青洲           |            |
| 往葡京方向                  |                |            |
| 日期                        | 頭牌           | 圖例       |
| 2017年8月19日前             | 亞馬喇前地     |            |
| 2017年8月19日至2023年6月9日 | 東方拱門       |            |
| 大賽車期間                  | 東方拱門       |            |
| 2023年6月10日起             | 東方拱門及葡京 |            |

## 路線資料

### 收費
| 收費類別     | 收費類別                      | 收費類別             | 費用 |
| ------------ | ----------------------------- | -------------------- | ---- |
| 現金         | 現金                          | 現金                 | $6.0 |
| 境外支付工具 | 支付寶（內地及香港）          | 支付寶（內地及香港） | $6.0 |
| 境外支付工具 | 雲閃付 非綁定澳門銀聯卡       |                      | $6.0 |
| 境外支付工具 | 微信支付（內地及香港）        |                      | $6.0 |
| 境外支付工具 | 交通聯合 非澳門發行的全國通卡 |                      | $6.0 |
| 境內支付工具 | 澳門通                        | 全民卡               | $3.0 |
| 境內支付工具 | 澳門通                        | 學生卡               | $1.5 |
| 境內支付工具 | 澳門通                        | 長者卡               | 免費 |
| 境內支付工具 | 澳門通                        | 殘疾卡               | 免費 |
| 境內支付工具 | 聚易用＋                      | 聚易用＋             | $3.0 |

### 服務時間及班距
| 服務時間                     | 服務時間 | 星期一至六  | 星期日 （含公眾假期） |
| ---------------------------- | -------- | ----------- | --------------------- |
| 青洲總站                     | 青洲總站 | 07:30-19:15 | 07:30-19:15           |
| 班距                         | 尖峰     | 12-15分鐘   | 15-18分鐘             |
| 班距                         | 離峰     | 15-18分鐘   | 15-18分鐘             |
| 懸掛8號風球後1小時開出尾班車 |          |             |                       |

### 路線停站
| 29   | 青洲 ↺ 東方拱門 | 青洲 ↺ 東方拱門        | 青洲 ↺ 東方拱門    |
| 序號 | 循環線          | 循環線                 | 循環線             |
| 序號 | 站號            | 站名                   | 出入境口岸         |
| 1    | M209/1          | 青洲總站               |                    |
| 2    | M205            | 跨境工業區             | 跨境工業區邊檢大樓 |
| 3    | M211            | 青洲／鴨涌河           |                    |
| 4    | M25             | 青洲／自來水公司       |                    |
| 5    | M22             | 青洲／聖德蘭學校       |                    |
| 6    | M10/1           | 台山街市               |                    |
| 7    | M27             | 關閘馬路／三角花園     |                    |
| 8    | M29             | 慕拉士馬路             |                    |
| 9    | M36/2           | 慕拉士巷               |                    |
| 10   | M48             | 慕拉士／飛通大廈       |                    |
| 11   | M52             | 漁翁街／勞工事務局     |                    |
| 12   | M239/2          | 外港碼頭               | 外港客運碼頭       |
| 13   | M254/1          | 友誼馬路／行車天橋     |                    |
| 14   | M241            | 金蓮花廣場             |                    |
| 15   | M71             | 廈門街／澳門理工大學   |                    |
| 16   | M155            | 東方拱門               |                    |
| 17   | M157/2          | 治安警察局             |                    |
| 18   | M69/2           | 葡京酒店               |                    |
| 19   | M160/2          | 十月一號前地           |                    |
| 20   | M158/2          | 北京街／假日酒店       |                    |
| 21   | M161            | 高美士／利澳           |                    |
| 22   | M70             | 澳門理工大學           |                    |
| 23   | M118/2          | 高美士／馬六甲街停車場 |                    |
| 24   | M53             | 水塘北角／勞工事務局   |                    |
| 25   | M35/1           | 慕拉士馬路／望善樓     |                    |
| 26   | M28/2           | 黑沙環馬路             |                    |
| 27   | M11             | 拱形馬路／蓮峰廟       |                    |
| 28   | M12             | 北區警司處             |                    |
| 29   | M21/1           | 青洲／嘉應花園         |                    |
| 30   | M24             | 青洲／聖若瑟中學       |                    |
| 31   | M208            | 青翠花園               |                    |
| 32   | M209/1          | 青洲總站               |                    |

### 賽車期間路線停站
| 29   | 青洲 ↺ 東方拱門 | 青洲 ↺ 東方拱門        |
| 序號 | 循環線          | 循環線                 |
| 序號 | 站號            | 站名                   |
| 1    | M209            | 青洲總站               |
| 2    | M205            | 跨境工業區             |
| 3    | M211            | 青洲／鴨涌河           |
| 4    | M25             | 青洲／自來水公司       |
| 5    | M22             | 青洲／聖德蘭學校       |
| 6    | M10/1           | 台山街市               |
| 7    | M27             | 關閘馬路／三角花園     |
| 8    | M29             | 慕拉士馬路             |
| 9    | M47             | 新雅馬路／母親會       |
| 10   |                 | 綜藝館臨時站           |
| 11   | M71             | 廈門街／澳門理工大學   |
| 12   | M155            | 東方拱門               |
| 13   | M157            | 治安警察局             |
| 14   | M158            | 北京街／假日酒店       |
| 15   | M161            | 高美士／利澳           |
| 16   | M70             | 澳門理工大學           |
| 17   | M118            | 高美士／馬六甲街停車場 |
| 18   | M92             | 雅廉訪／俾利喇         |
| 19   | M106            | 雅廉訪／聖心           |
| 20   | M14             | 蓮峰游泳池             |
| 21   | M12             | 北區警司處             |
| 22   | M21             | 青洲／嘉應花園         |
| 23   | M24             | 青洲／聖若瑟中學       |
| 24   | M208            | 青翠花園               |
| 25   | M209            | 青洲總站               |

- 粗體字為大賽車期間臨時停靠站點

## 重大意外
- 2012年1月22日，一輛行駛28BX線的「宇通」小巴（車隊編號：1021），在友誼大馬路轉入漁翁街時，懷疑因超前與電單車發生碰撞，女司機連人帶車失控倒地，電單車滑前約一米，女騎士則被捲入車底，頭部更被巴士輾過，當場死亡。這是維澳蓮運自2011年8月營運以來的首宗致命交通意外。[11][12]

## 趣事
- 過去，新福利每晚收車時段，會特別開辦由新口岸／科英布拉街開出，前往青洲的28BX特班車服務。在2009年，曾有一名司機在駕駛丹尼士飛標SLF 11米車型，在按電牌器上誤以為按「282」，便會在電牌頭牌顯示「28B」或「28BX」路線，但因電牌設定，卻顯示了不存在的「282」路線，方向則駛往「氹仔」。如顯示28BX路線，電牌器上應輸入「289」。
- 2018年9月20日，早已取消半年以上的28BX路線，卻首次在澳巴登場，原因是司機在按電牌時錯誤地按了過去的「28BX」，沒有正確按29路線。[13]

## 圖片集

### 新福利28BX路線時期

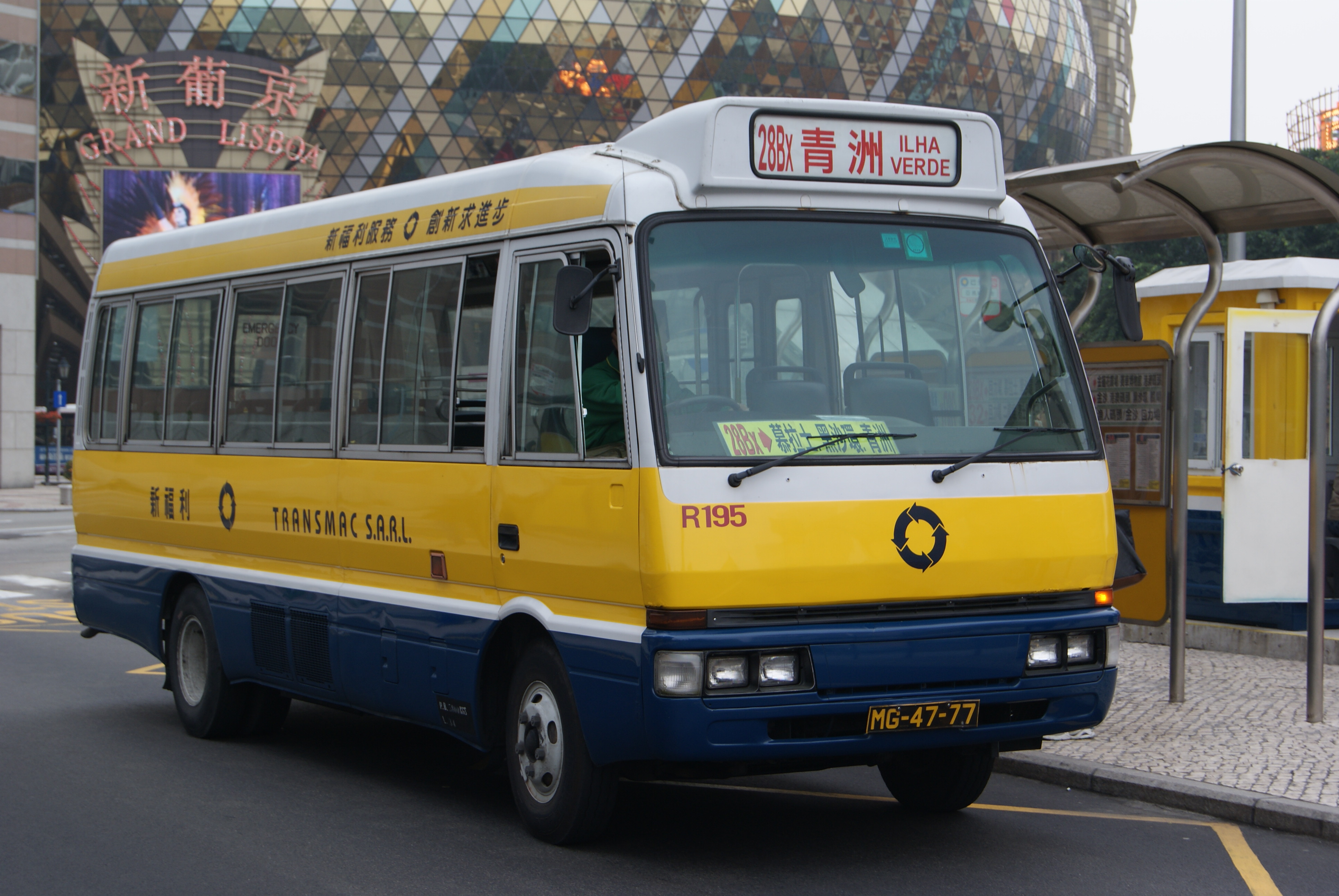
三菱Rosa
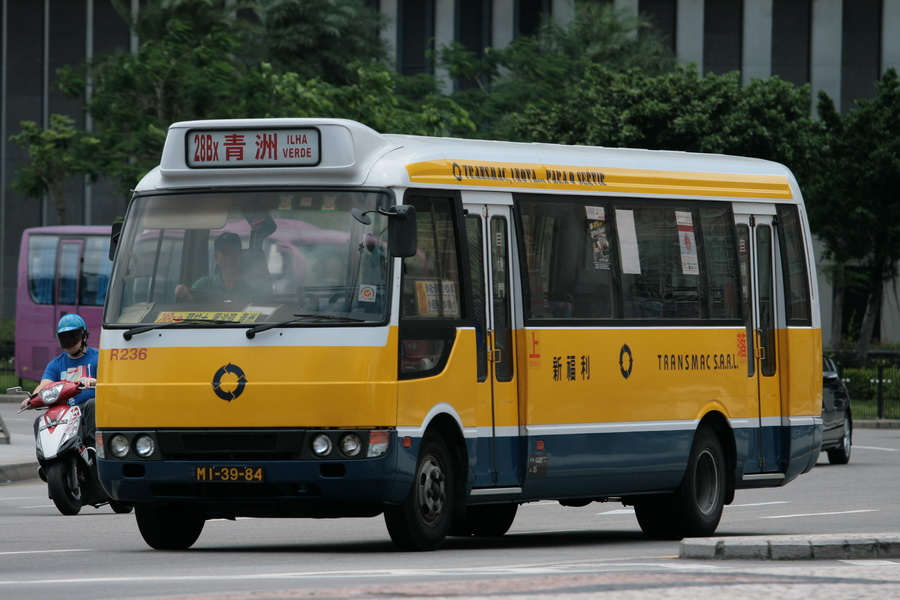
三菱Rosa

### 新時代28BX路線時期

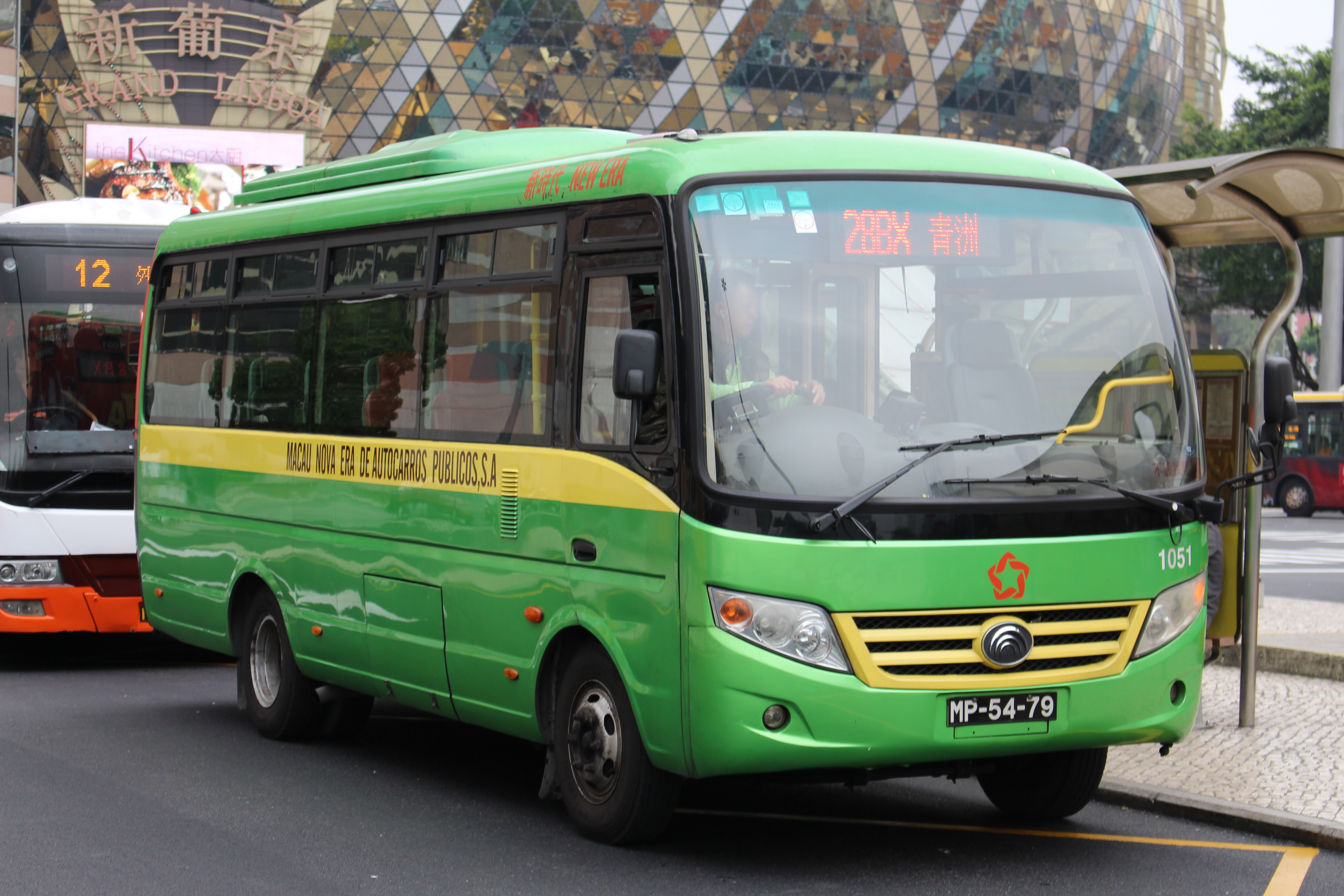
宇通ZK6770HG
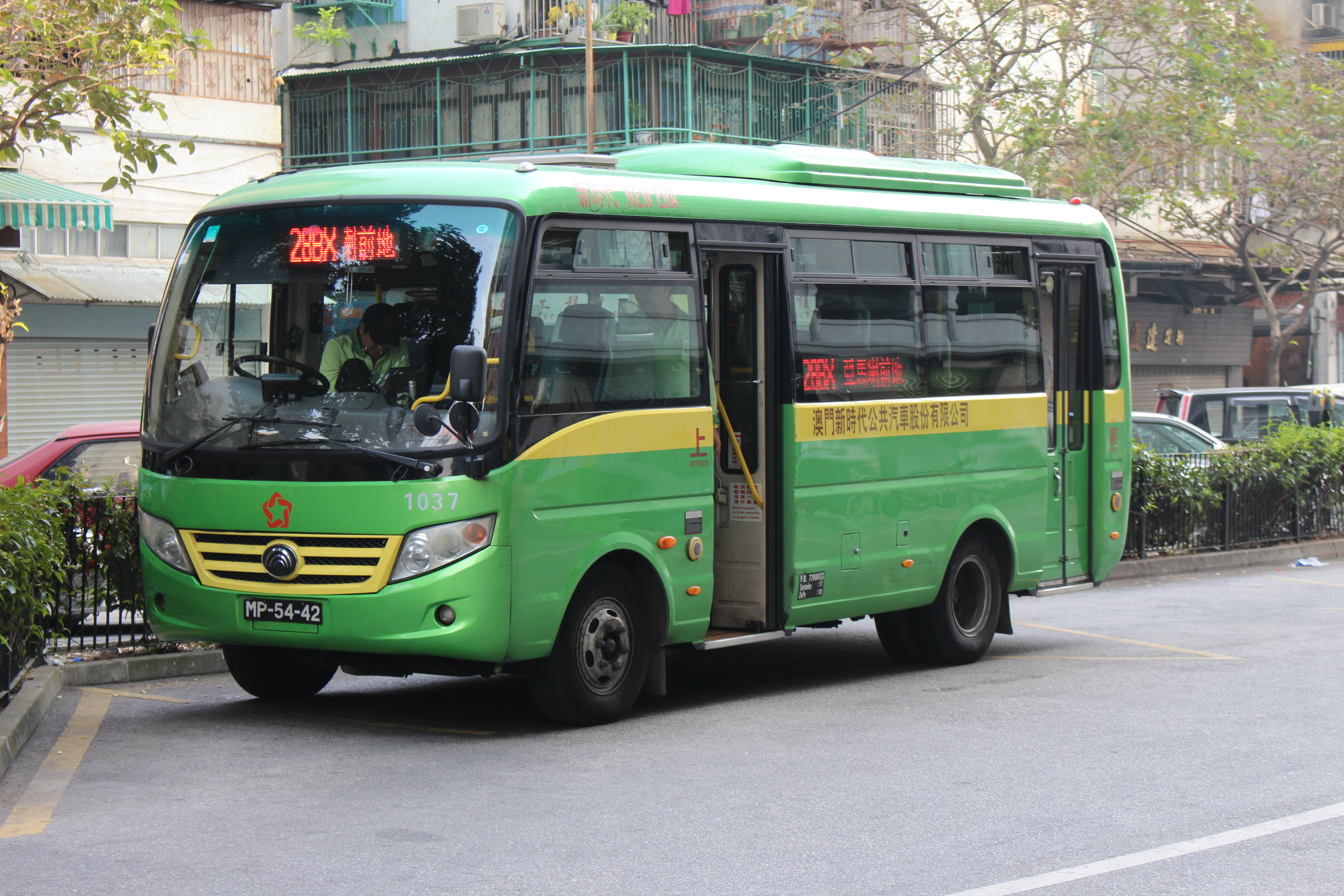
宇通ZK6770HG
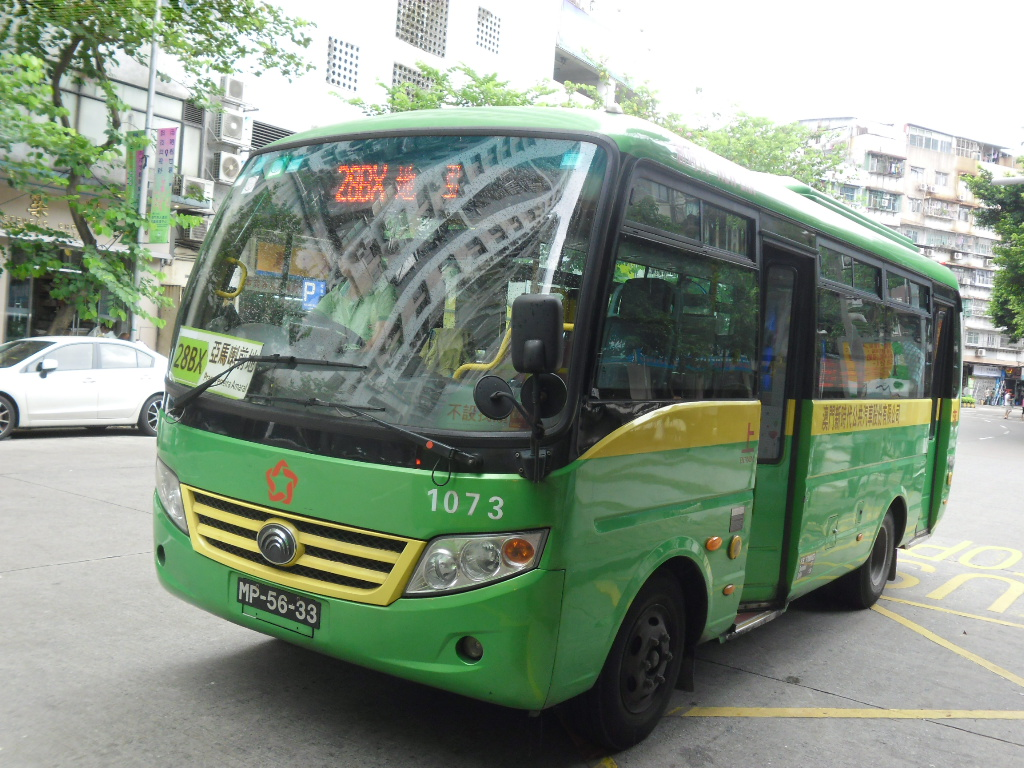
宇通ZK6770HG

### 澳巴29路線時期

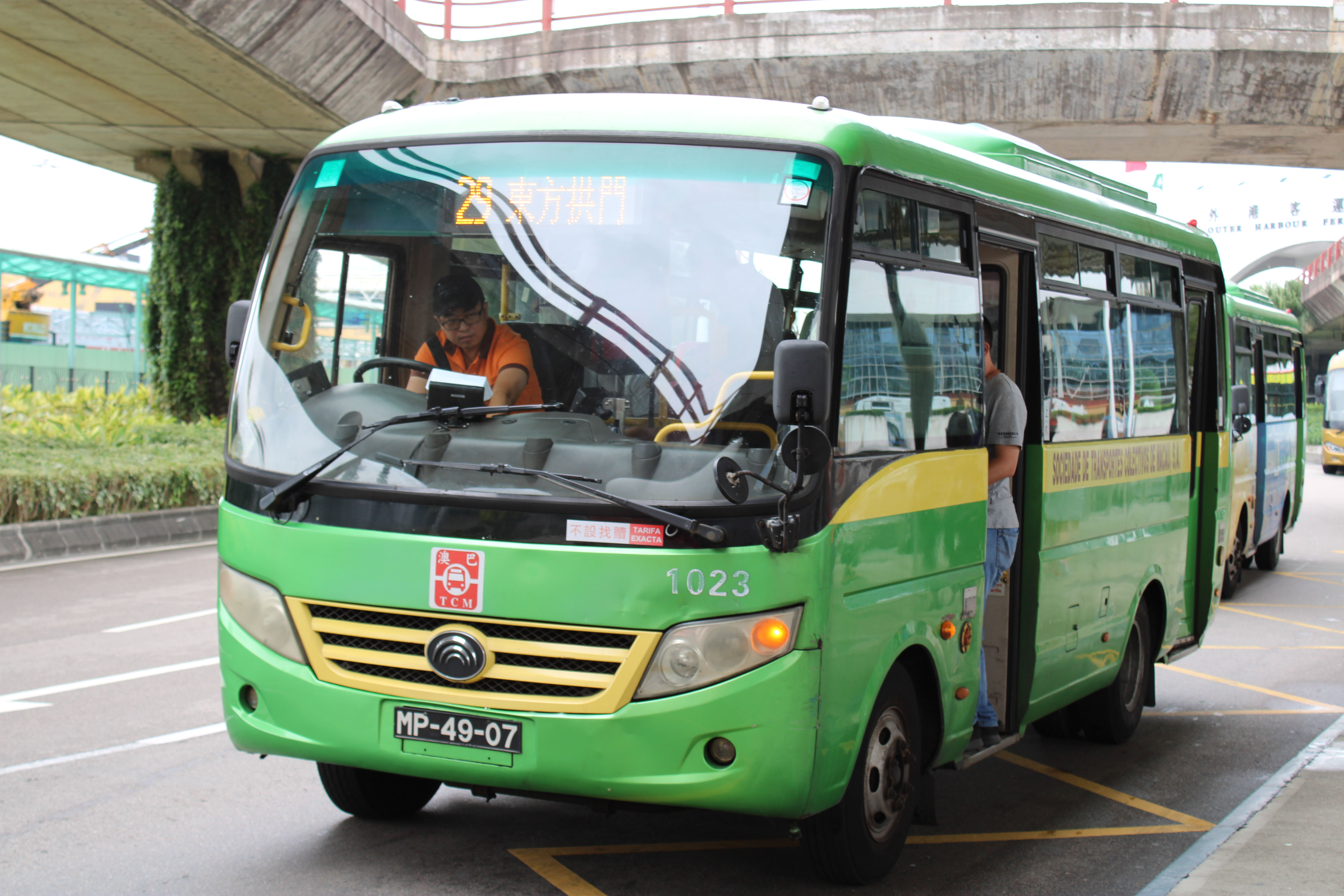
宇通ZK6770HG
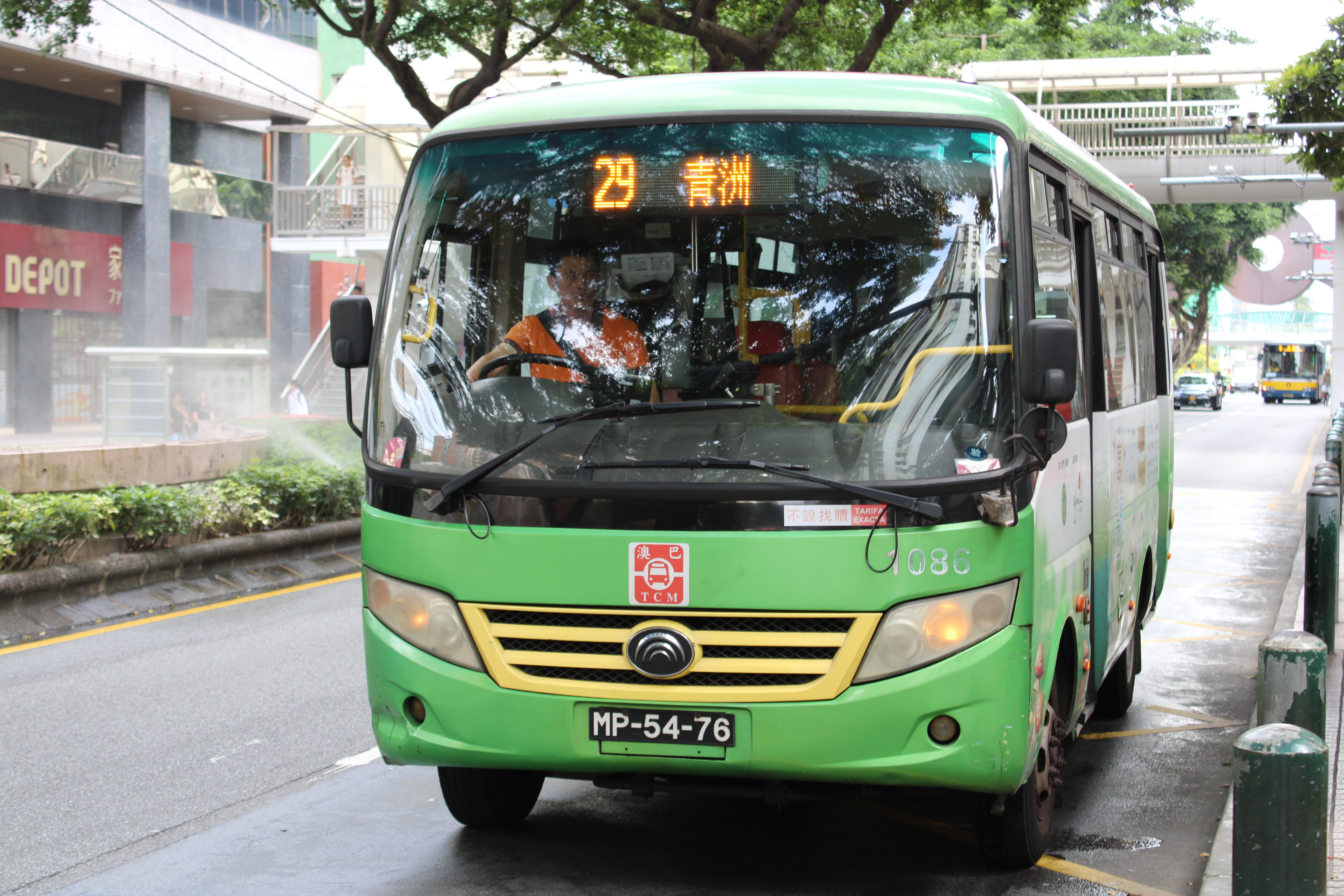
宇通ZK6770HG
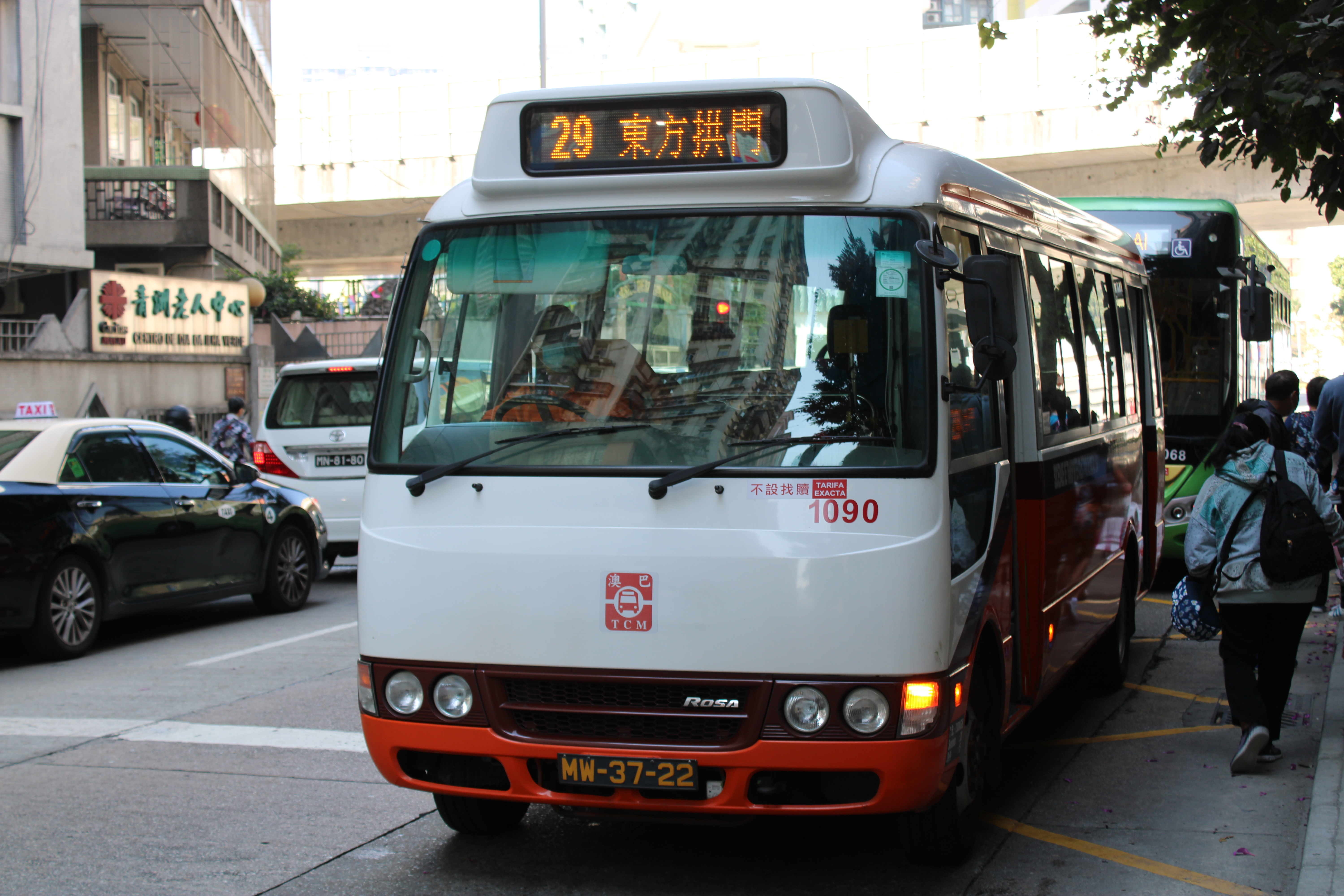
三菱Rosa
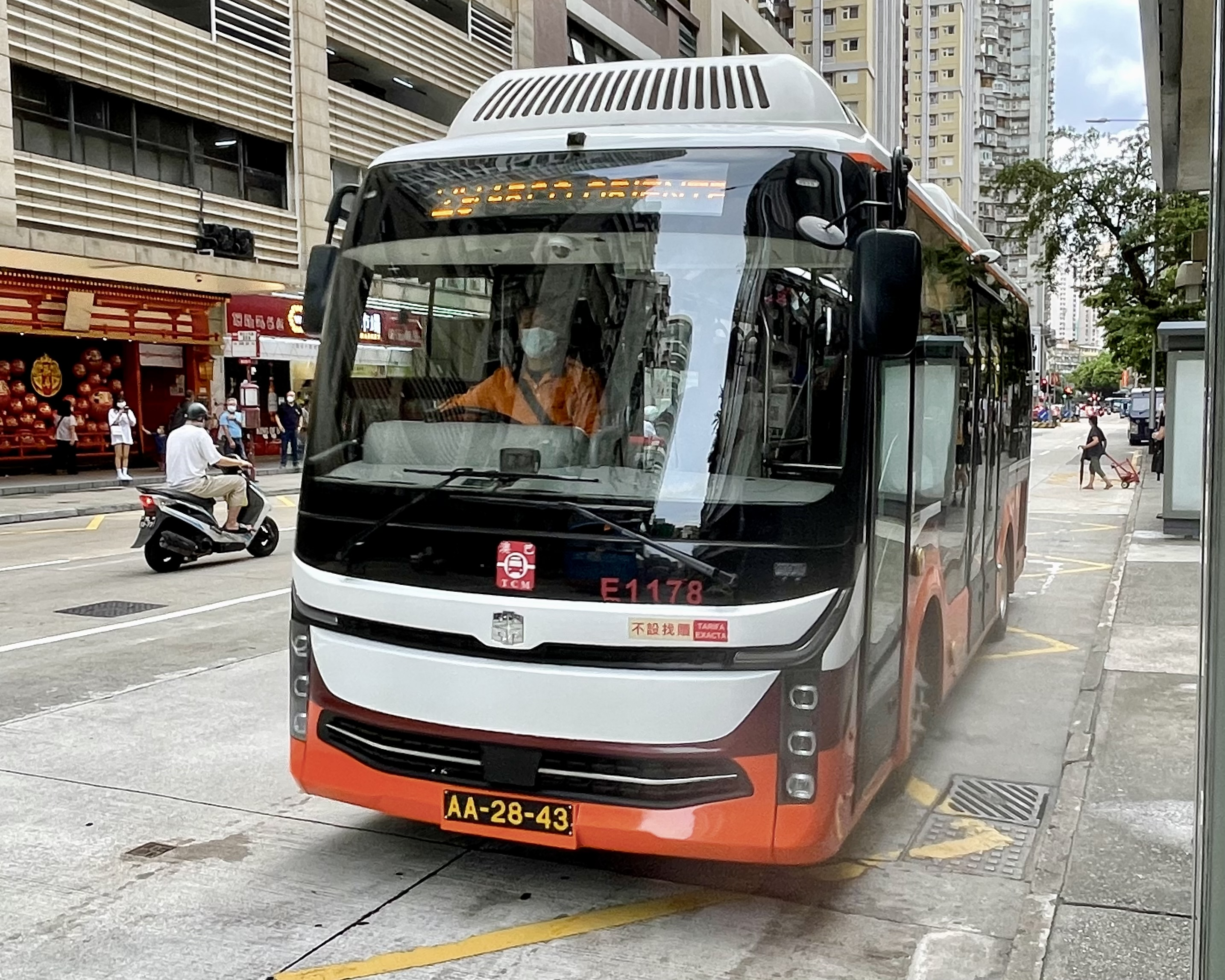
中通LCK6759SHEVG
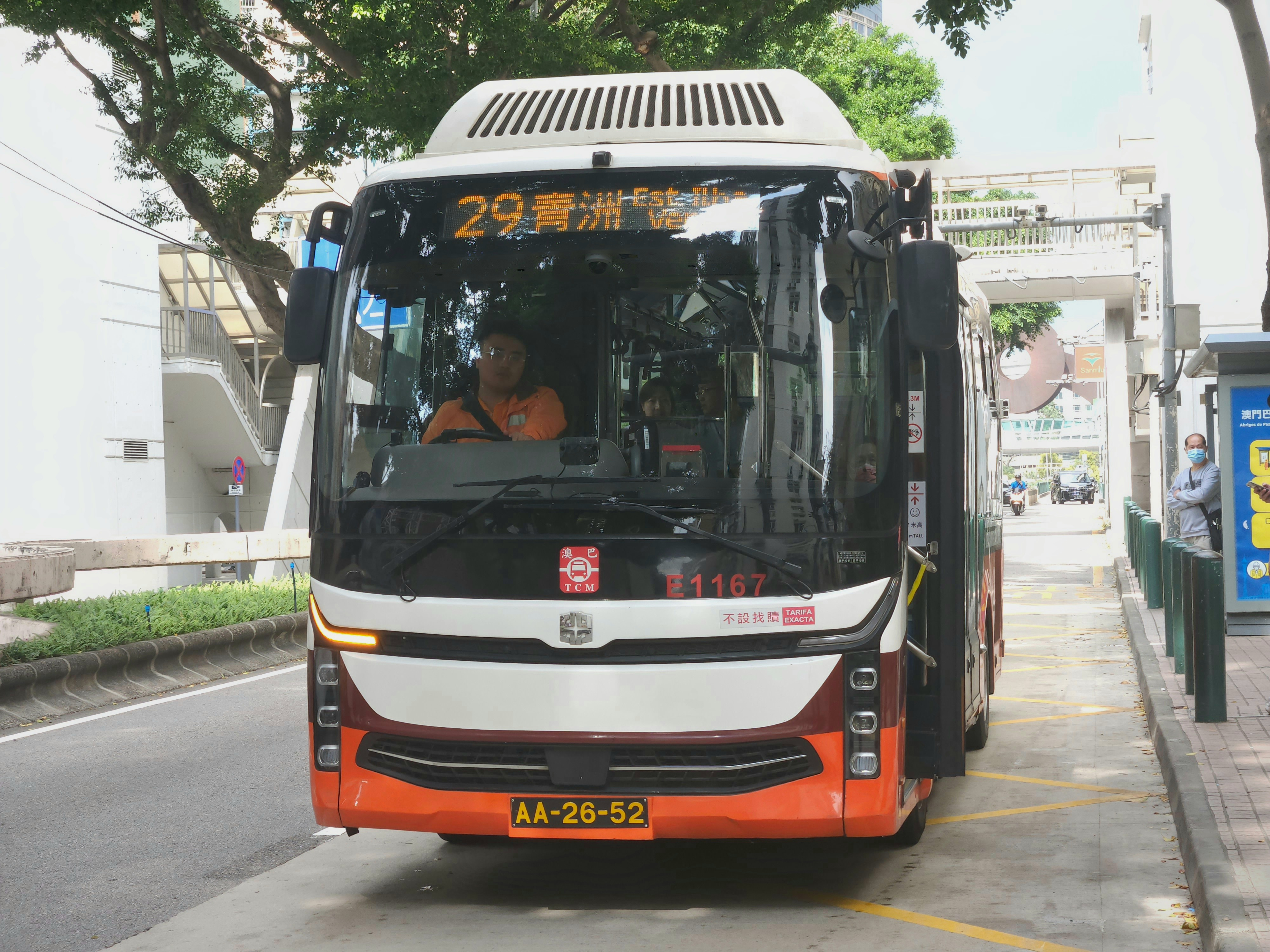
中通LCK6759SHEVG
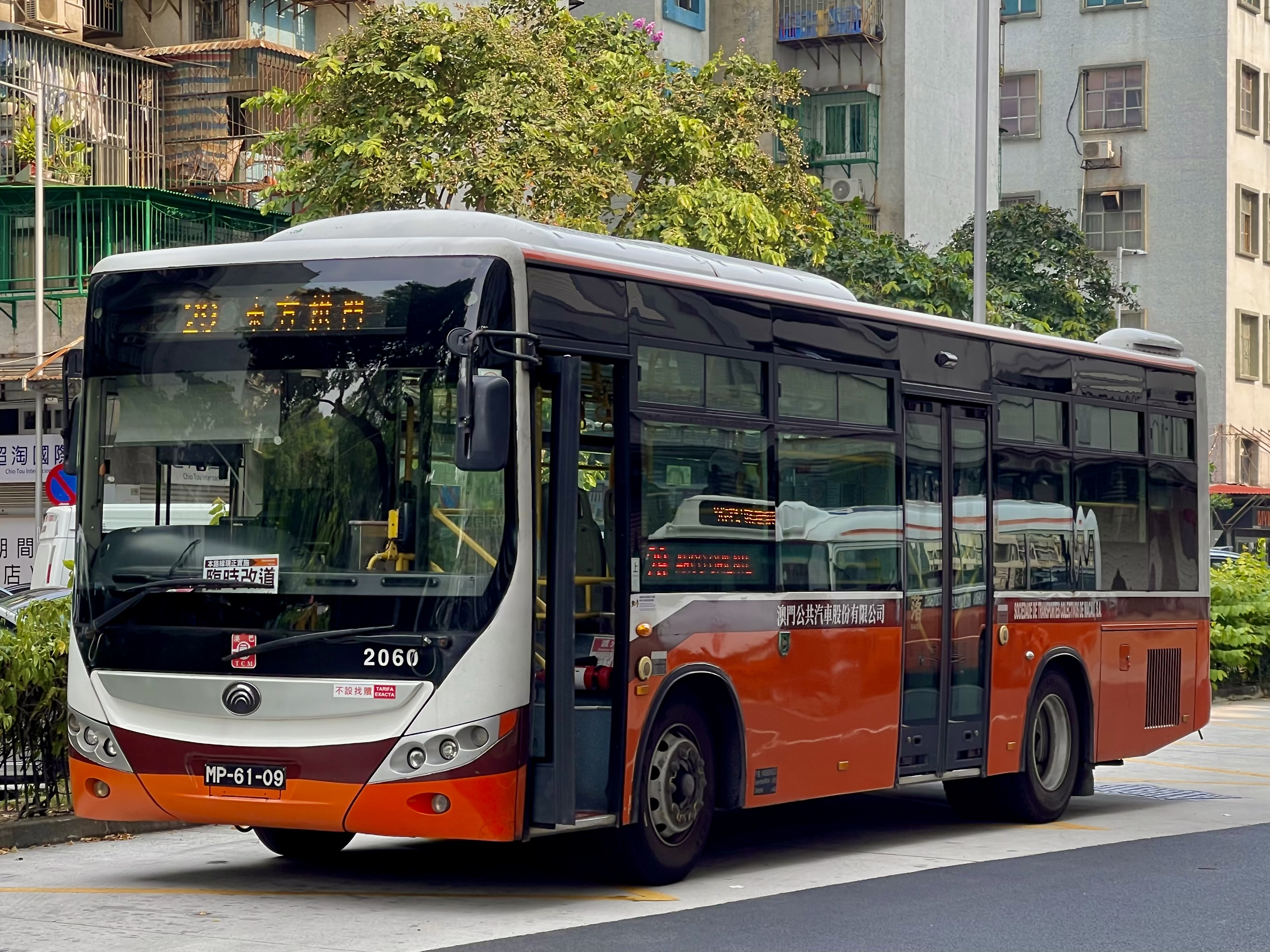
宇通ZK6902HG
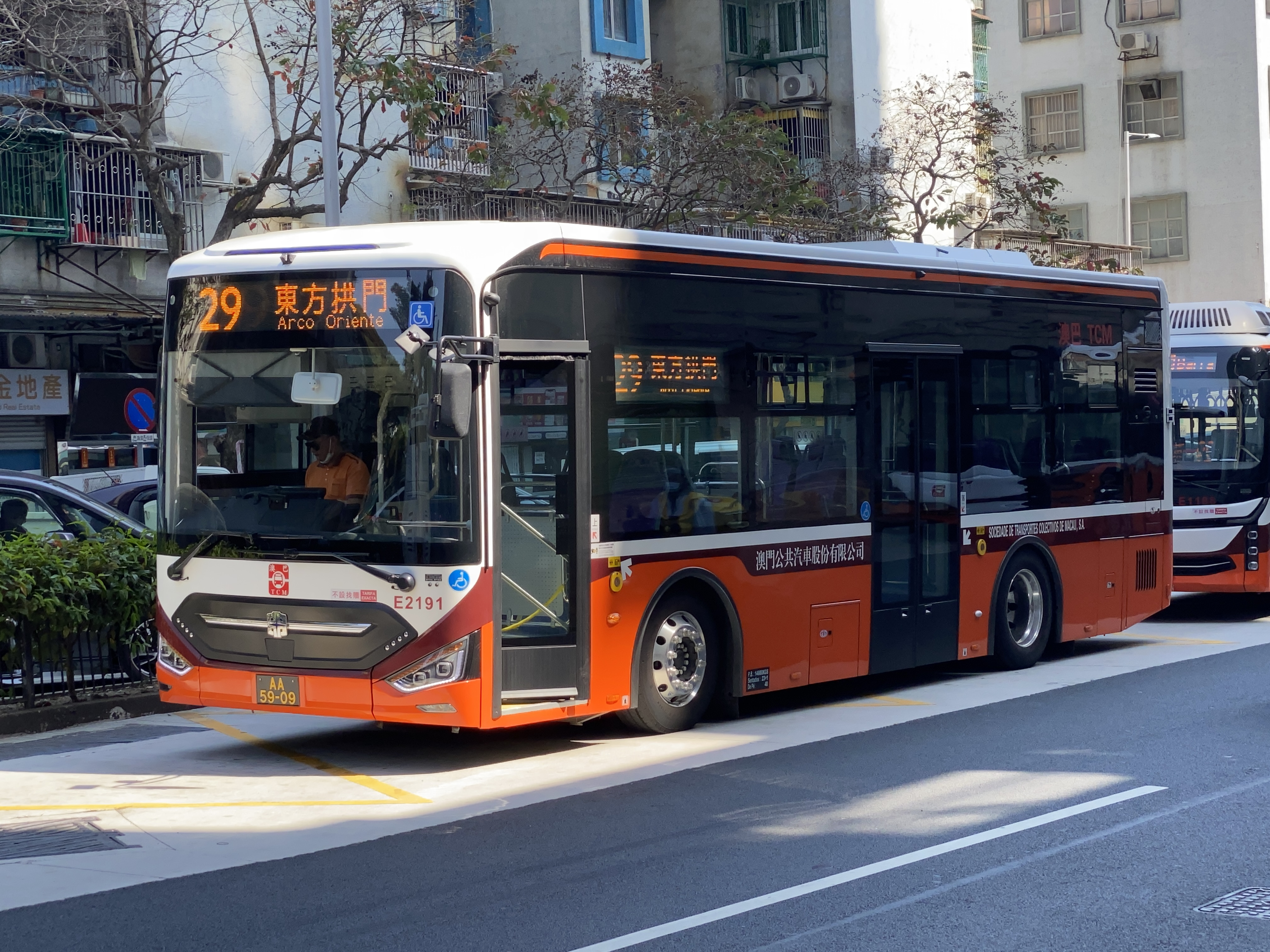
中通LCK6980SHEVG
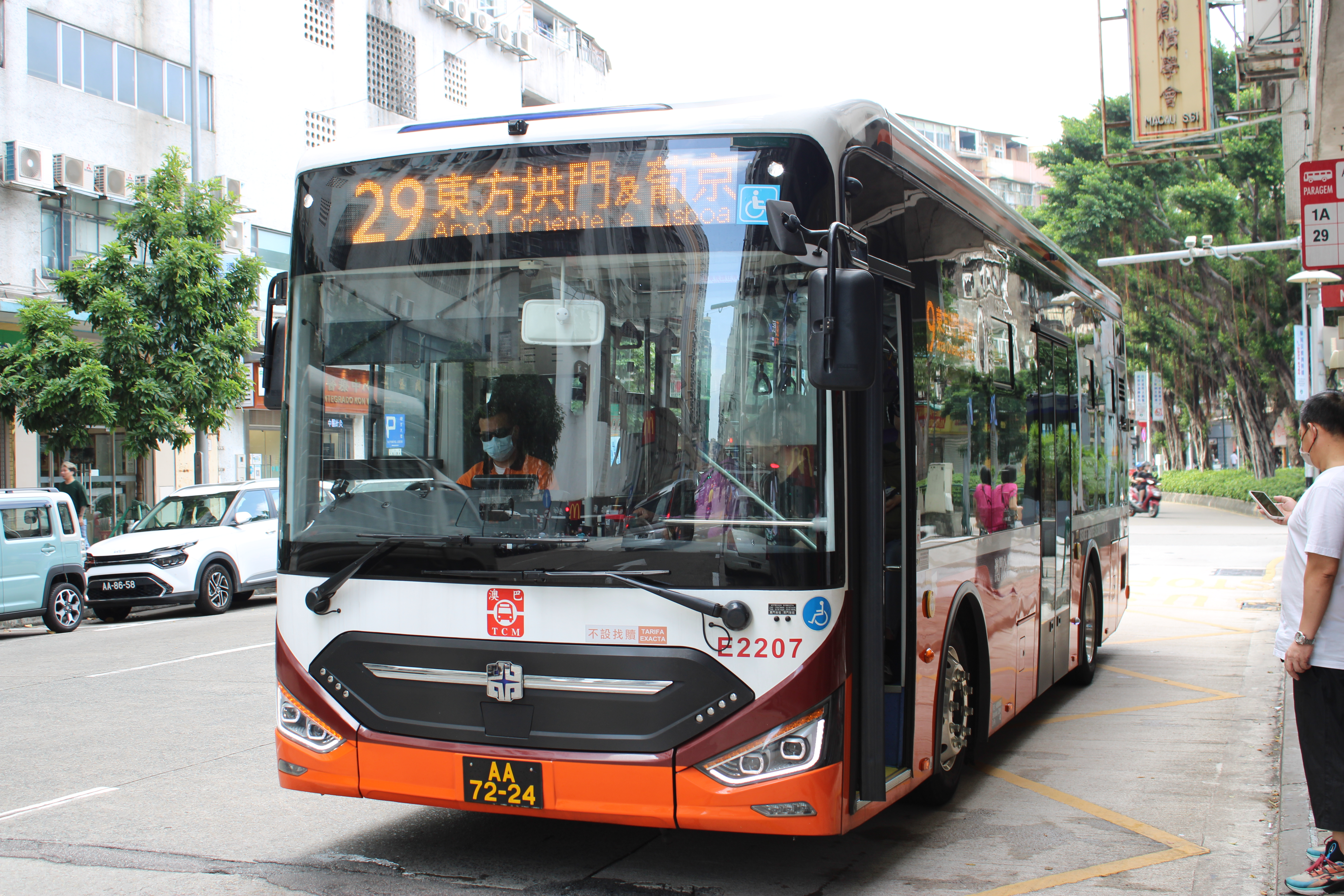
中通LCK6980SHEVG
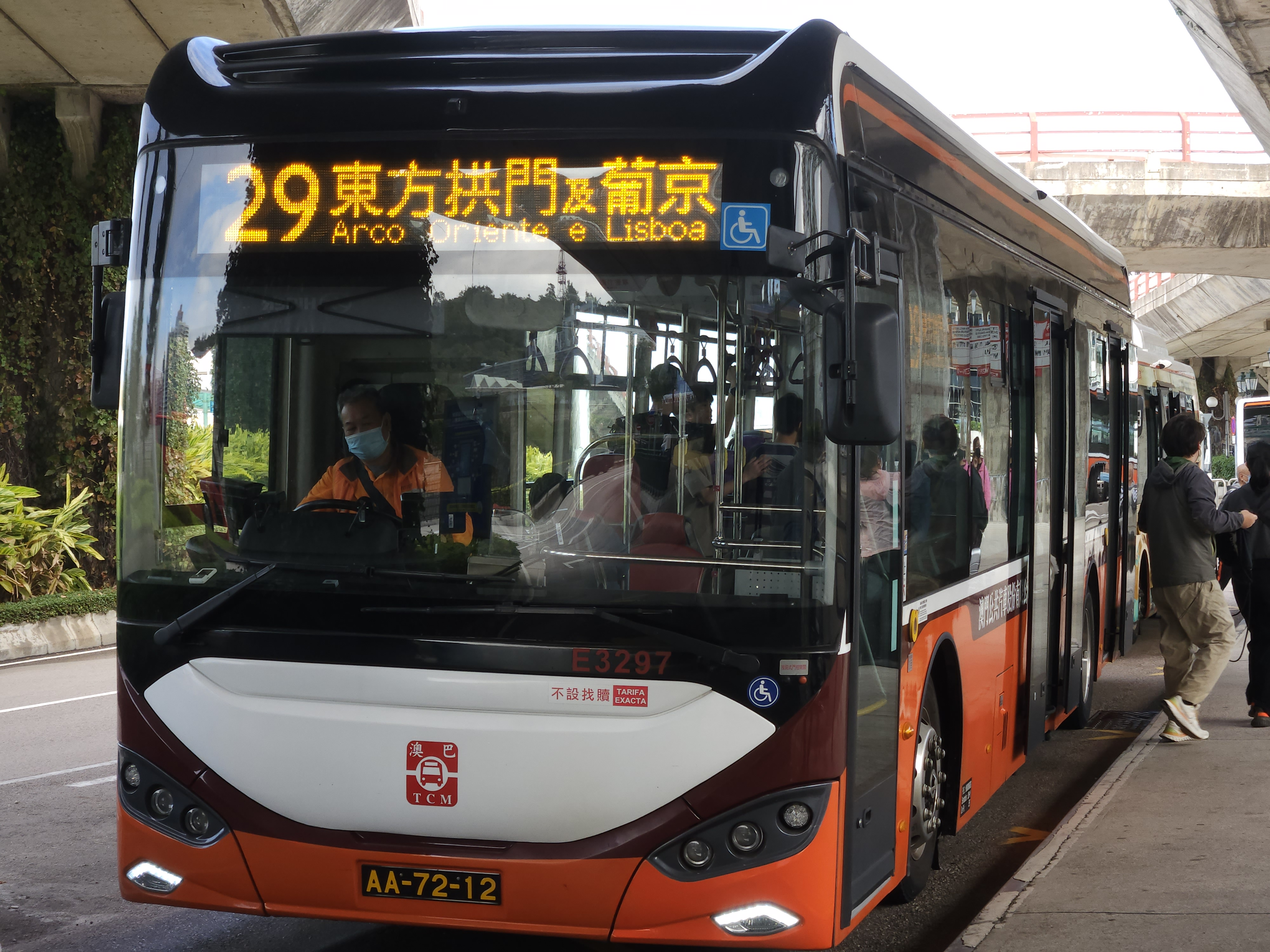
蘇州金龍KLQ6116GHEV

## 外部連結
- 澳門公共汽車股份有限公司（官方網站） （页面存档备份，存于）